# Brigade de chars (Armée rouge)
Une brigade de chars est un type d'unité de l'Armée rouge pendant la Seconde Guerre mondiale. Créées dans l'entre-deux-guerres, elle disparaissent en 1940 pour former les divisions de chars des corps mécanisés. Les brigades de char sont recréées après les lourdes pertes soviétiques en blindés face à l'invasion allemande, comme unités faciles d'emploi. Elles sont regroupées dans les corps de chars (trois brigades par corps), dans les corps mécanisés (une par corps) ou combattent comme unités indépendantes. En 1945-1946, toutes les brigades sont réduites à la taille de régiments ou dissoutes.

## Historique

### Création
La première brigade mécanisée de l'Armée rouge est créée en 1930 avec des chars légers MS-1, brigade étendue en deux corps mécanisés en 1932.
La création de brigade de chars a lieu en décembre 1935, à partir des régiments de chars, comme brigades de char dépendant de la réserve du Haut-commandement. Les brigades de chars sont de trois types : lourds (quatre bataillons, 60 chars lourds T-35 et 34 chars légers T-26 ou BT), moyens (quatre bataillons, 80 chars moyens T-28 et 37 chars légers) et indépendantes (145 T-26, 56 chars d'observation et lance-flammes, 28 automitrailleuses).
En 1938, les brigades sont réorganisés. Les brigades de chars lourds compte 136 à 139 chars T-28 et T-35, ainsi que 37 chars BT 62, les brigades de chars légers 267 à 295 BT et T-26,. Fin 1938, l'Armée rouge compte quatre corps de chars (formés par renommages des corps mécanisés), 24 brigades indépendantes de chars légers, 4 brigades indépendantes de chars lourds et 3 brigades indépendantes de chars lance-flammes. Deux corps de chars et douze brigades de chars participent à l'invasion de la Pologne.

### Réorganisation de 1939-1940
En novembre 1939, les corps blindés sont dissous et les brigades de chars reçoivent l'ordre de se concentrer sur les opérations de soutien de l'infanterie plutôt que sur les opérations de manœuvres blindés. La nouvelle organisation est la suivante :
- 16 brigades de chars légers, avec 238 chars BT par brigade
- 16 brigades de chars légers, avec 238 chars T-26 par brigades
- trois brigades de chars lourds avec 117 T-28 et 39 BT par brigade
- une brigade de chars lourds avec 32 T-34 et 85 T-28 par brigade.

Une brigade de chars lourds compte trois bataillons de chars lourds ainsi que des unités de soutien. Une brigade de chars légers compte trois à cinq bataillons de chars, un bataillon de reconnaissance constitué d'une compagnie automitrailleuses, d'une de chars légers et d'une de fusiliers motorisés, un bataillon de fusiliers motorisés ainsi que des unités de soutien. Les chars lourds doivent être remplacés par les nouveaux KV, dont la production n'a pas encore commencé.
En juin 1940, après le succès de la Blitzkrieg lors de la campagne de France, les brigades sont dissoutes pour former les divisions de chars des corps mécanisés. Dans le plan d'octobre 1940, 20 brigade de chars légers T-26 coexistent avec huit nouveaux corps de chars. En février 1941, il est décidé de supprimer toutes les brigades de chars pour former un total de 28 corps mécanisés.

### Organisation des brigades de chars de la Grande Guerre patriotique
Elles réapparaissent en août 1941, pour remplacer les divisions trop difficiles à manier. Le chtat du 23 août définissant l'organisation des brigades de chars prévoit  qu'elles comptent 1 943 hommes, 7 chars lourds KV, 22 chars moyens T-34 et 64 chars légers T-40, avec un bataillon de chars moyens et lourds, deux bataillons de chars légers (puis un seul à partir de septembre) et un bataillon d'infanterie. En décembre, un nouveau chtat est publié, avec deux bataillons mixtes (8 chars légers T-60, 10 T-34 et 5 KV) et un bataillon de fusiliers motorisés. L'ensemble de l'unité ne représente que 46 chars, l'équivalent d'un bataillon dans d'autres armées de l'époque.
À partir de mars 1942, certaines brigades de chars commencent à être regroupées en corps de chars, avec deux (puis trois) brigades de chars par corps. Les brigades de chars sont organisées selon divers types, certaines des corps de chars étant majoritairement équipés de KV. Un nouveau chtat sort donc en juillet 1942 pour définir l'organisation (théorique) sur laquelle doivent s'aligner toutes les brigades de chars : un bataillon de 11 chars moyens T-34, un bataillon de 11 chars légers T-60 ou T-70, un bataillon de fusiliers motorisés et les soutiens, pour un total de 1 038 hommes et femmes.
Les corps mécanisés sont recréés en septembre 1942 et commencent à rassembler leurs chars dans une ou deux brigades. Cette pratique devient l'organisation officielle en mars 1943 et tous les corps mécanisés regroupent leurs régiments de char dans une brigade de chars.
En novembre 1943, parait un nouveau chtat demandant la suppression des chars légers des brigades, qui sont réorganisées autour de trois bataillons de T-34 et d'un bataillon motorisé de pistolets-mitrailleurs.

### Après-guerre
En 1945-1946, les brigades sont réduites et forment des régiments de chars ou des régiments de chars et d'automoteurs.